# Brignais
Brignais est une commune française située dans le département du Rhône, en région Auvergne-Rhône-Alpes.
Ses habitants sont appelés les Brignairots et Brignairotes.

## Géographie
Brignais se situe à 15 km au sud-ouest de Lyon, entre communes urbanisées et villages ruraux, mais aussi entre la vallée du Rhône et les plateaux des monts du Lyonnais. Elle est traversée par une rivière, le Garon. La commune fait partie de l'unité urbaine de Lyon.

### Voies de communication et transports

#### Transports ferroviaires

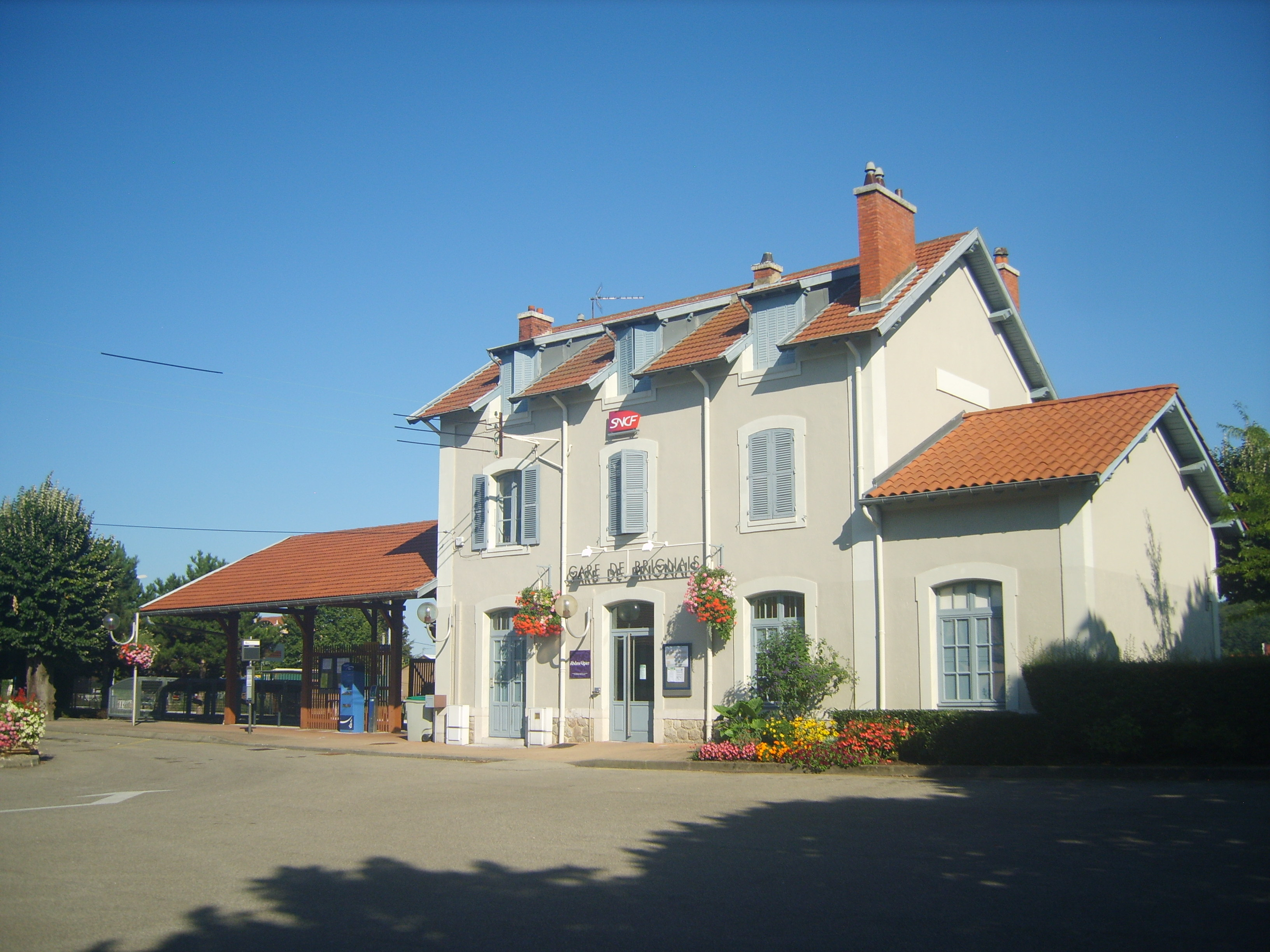
Gare de Brignais.

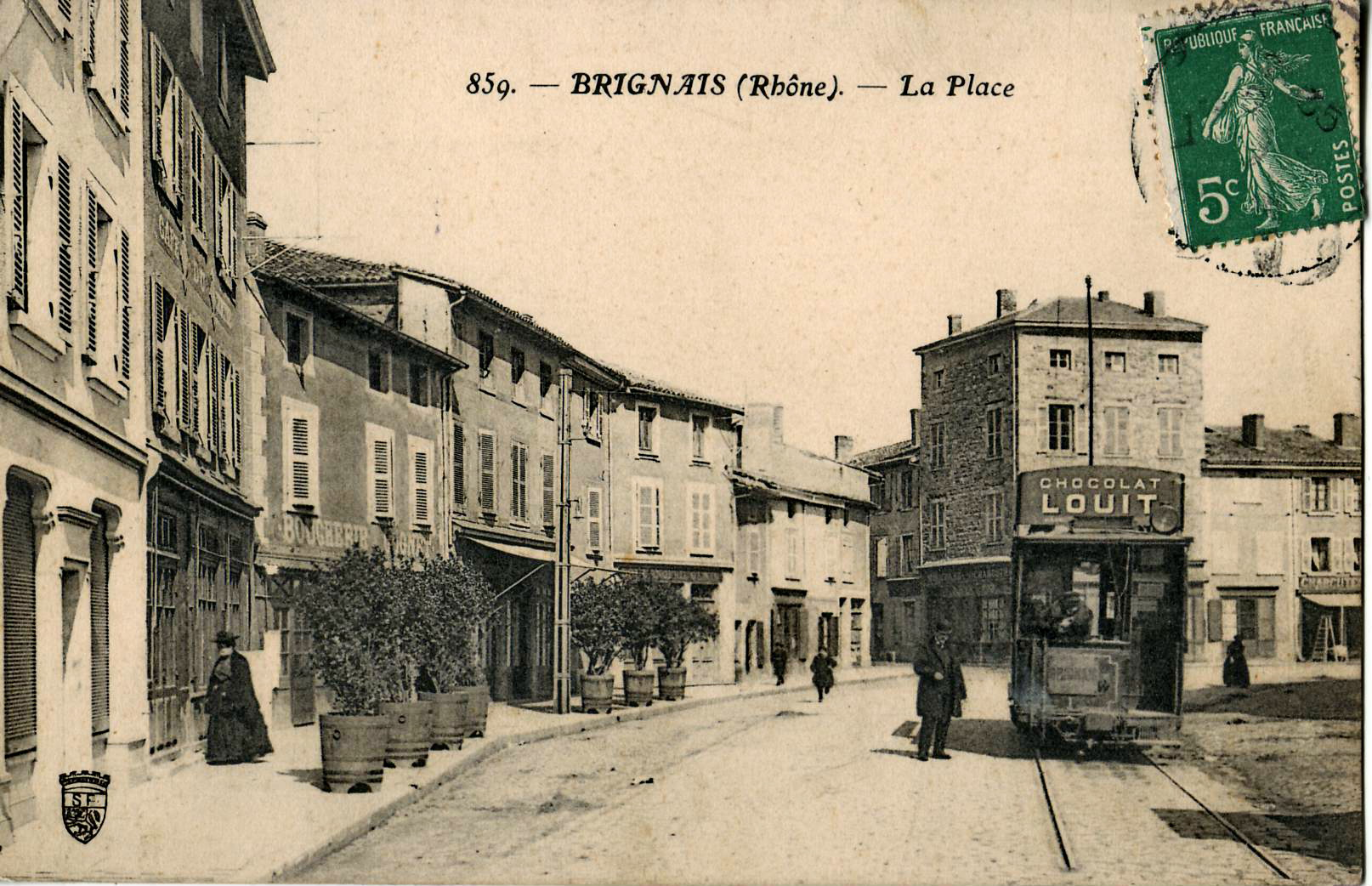
La ville fut desservie par les omnibus de la Compagnie Lyonnaise d'Omnibus, Voitures et voies ferrées (CLO) puis les tramways de l'OTL dès 1856 jusqu'aux années 1930.

La gare de Brignais, située à environ 800 mètres à l'est du centre-ville ancien, est desservie par la ligne 21 TER du tram-train de l'Ouest lyonnais. Cette ligne relie Brignais à la gare de Gorge de Loup en 21 minutes et à la gare de Lyon-Saint-Paul en 25 minutes. Le projet de rétablir la ligne entre Brignais et Givors est régulièrement évoqué: les études en vue de son rétablissement ont déjà débuté.
De plus, en 2019, SYTRAL Mobilités proposait un prolongement de la ligne de métro B jusqu'à l'A450 entre Brignais et Vourles. Ce projet a été abandonné par les nouveaux élus entrants au SYTRAL . Néanmoins, certains maires continuent de réclamer ce prolongement afin de désengorger les différents axes routiers qui mènent à Lyon.

#### Transports routiers
Brignais est desservie par 8 lignes (2 lignes de bus et 6 lignes de cars).
Réseau urbain TCL : 
- Bellecour Charité - Brignais Parc Birabent
- Gare d'Oullins - Saint-Genis-Laval Hôpital Lyon Sud

De plus, les arrêts "Brignais - Gare" et "Sacuny SPA" sont desservis par le service de transport à la demande urbain appelé "TCL à la demande" pour rejoindre les communes de Vourles, Irigny, Charly, Vernaison et Millery.
Réseau interurbain Cars du Rhône :
- 114 Saint-Genis-Laval Hôpital Lyon Sud - Gare de Givors-Ville
- 119 Gare d'Oullins - Millery l'Étang
- 120 Lyon Perrache - Gare de Givors-Ville
- 122 Vourles ZA - Dommartin ZA
- 145 Gare d'Oullins - Rive-de-Gier Mairie
- 145EX Saint-Genis-Laval Hôpital Lyon Sud - Mornant Centre Aquatique

### Climat
Pour des articles plus généraux, voir Climat d'Auvergne-Rhône-Alpes et Climat du Rhône.
En 2010, le climat de la commune est de type climat du Bassin du Sud-Ouest, selon une étude du Centre national de la recherche scientifique s'appuyant sur une série de données couvrant la période 1971-2000. En 2020, Météo-France publie une typologie des climats de la France métropolitaine dans laquelle la commune est dans une zone de transition entre le climat semi-continental et le climat de montagne et est dans la région climatique  Nord-est du Massif Central, caractérisée par une pluviométrie annuelle de 800 à 1 200 mm, bien répartie dans l’année.
Pour la période 1971-2000, la température annuelle moyenne est de 11,8 °C, avec une amplitude thermique annuelle de 17,9 °C. Le cumul annuel moyen de précipitations est de 792 mm, avec 8,5 jours de précipitations en janvier et 6,2 jours en juillet. Pour la période 1991-2020, la température moyenne annuelle observée sur la station météorologique de Météo-France la plus proche, « Saint-Genis-Laval », sur la commune de Saint-Genis-Laval à 4 km à vol d'oiseau, est de 12,8 °C et le cumul annuel moyen de précipitations est de 782,6 mm,. Pour l'avenir, les paramètres climatiques de la commune estimés pour 2050 selon différents scénarios d'émission de gaz à effet de serre sont consultables sur un site dédié publié par Météo-France en novembre 2022.
| Mois                                  | jan.             | fév.             | mars           | avril           | mai             | juin           | jui.           | août           | sep.            | oct.            | nov.            | déc.             | année      |
| ------------------------------------- | ---------------- | ---------------- | -------------- | --------------- | --------------- | -------------- | -------------- | -------------- | --------------- | --------------- | --------------- | ---------------- | ---------- |
| Température minimale moyenne (°C)     | 1                | 1,3              | 4,2            | 6,9             | 10,7            | 14,3           | 16,3           | 16             | 12,4            | 9,2             | 4,6             | 1,7              | 8,2        |
| Température moyenne (°C)              | 3,9              | 5                | 9              | 12,2            | 16              | 20             | 22,3           | 22             | 17,7            | 13,3            | 7,8             | 4,5              | 12,8       |
| Température maximale moyenne (°C)     | 6,9              | 8,7              | 13,7           | 17,4            | 21,4            | 25,7           | 28,2           | 28,1           | 22,9            | 17,3            | 10,9            | 7,3              | 17,4       |
| Record de froid (°C) date du record   | −19,3 17.01.1893 | −18,4 04.02.1917 | −10,6 01.03.05 | −3,8 08.04.03   | −0,3 04.05.1941 | 0,2 10.06.1967 | 5,8 08.07.1954 | 6,5 31.08.1940 | 0 04.09.1917    | −4,7 27.10.1887 | −9,5 28.11.1915 | −17,3 22.12.1938 | −19,3 1893 |
| Record de chaleur (°C) date du record | 19,4 30.01.13    | 22,5 15.02.1958  | 25,7 31.03.21  | 29,7 19.04.1949 | 34,7 24.05.09   | 38,7 22.06.03  | 40,2 31.07.20  | 41,5 13.08.03  | 36,7 05.09.1949 | 29,7 02.10.23   | 22,8 07.11.1955 | 19,2 03.12.1961  | 41,5 2003  |
| Précipitations (mm)                   | 48,1             | 36,7             | 46,5           | 67,7            | 75              | 67,5           | 64,8           | 63,2           | 79,8            | 94,5            | 90,1            | 48,7             | 782,6      |

## Urbanisme

### Typologie
Au 1er janvier 2024, Brignais est catégorisée centre urbain intermédiaire, selon la nouvelle grille communale de densité à sept niveaux définie par l'Insee en 2022.
Elle appartient à l'unité urbaine de Lyon, une agglomération inter-départementale regroupant 123  communes, dont elle est une commune de la banlieue,,. Par ailleurs la commune fait partie de l'aire d'attraction de Lyon, dont elle est une commune de la couronne,. Cette aire, qui regroupe 397 communes, est catégorisée dans les aires de 700 000 habitants ou plus (hors Paris),.

### Occupation des sols
L'occupation des sols de la commune, telle qu'elle ressort de la base de données européenne d’occupation biophysique des sols Corine Land Cover (CLC), est marquée par l'importance des territoires artificialisés (54,7 % en 2018), en augmentation par rapport à 1990 (45,9 %). La répartition détaillée en 2018 est la suivante : 
zones urbanisées (35,5 %), zones industrielles ou commerciales et réseaux de communication (19,2 %), forêts (14,9 %), zones agricoles hétérogènes (14,8 %), prairies (12,8 %), cultures permanentes (2,8 %). L'évolution de l’occupation des sols de la commune et de ses infrastructures peut être observée sur les différentes représentations cartographiques du territoire : la carte de Cassini (XVIIIe siècle), la carte d'état-major (1820-1866) et les cartes ou photos aériennes de l'IGN pour la période actuelle (1950 à aujourd'hui).

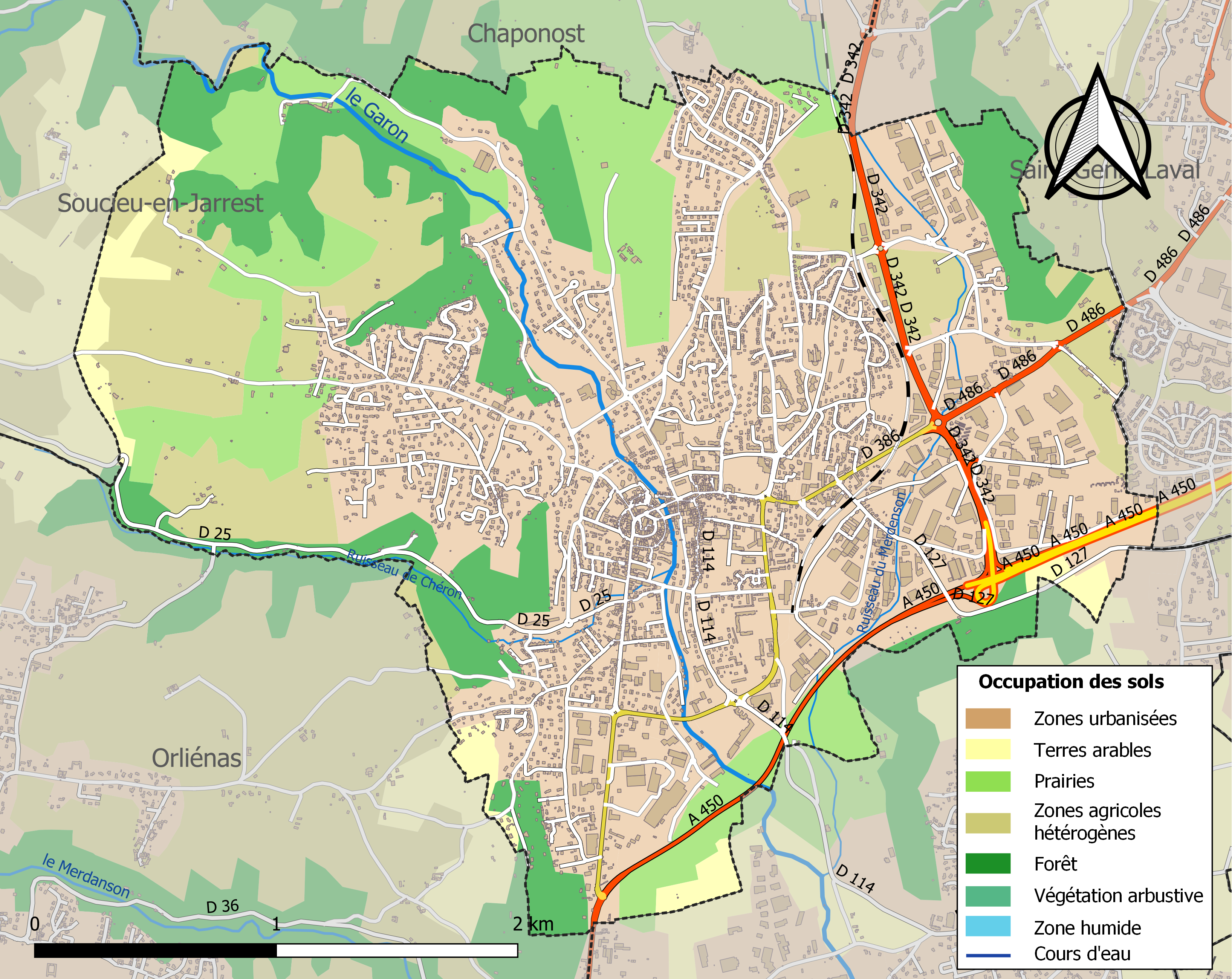
Carte des infrastructures et de l'occupation des sols de la commune en 2018 (CLC).

## Histoire
Brignais faisait autrefois partie du Jarez.
La ville était située sur la route royale de Lyon à Saint-Étienne (actuelle rue du Général-de-Gaulle). L'actuel pont vieux permettait de franchir le Garon.

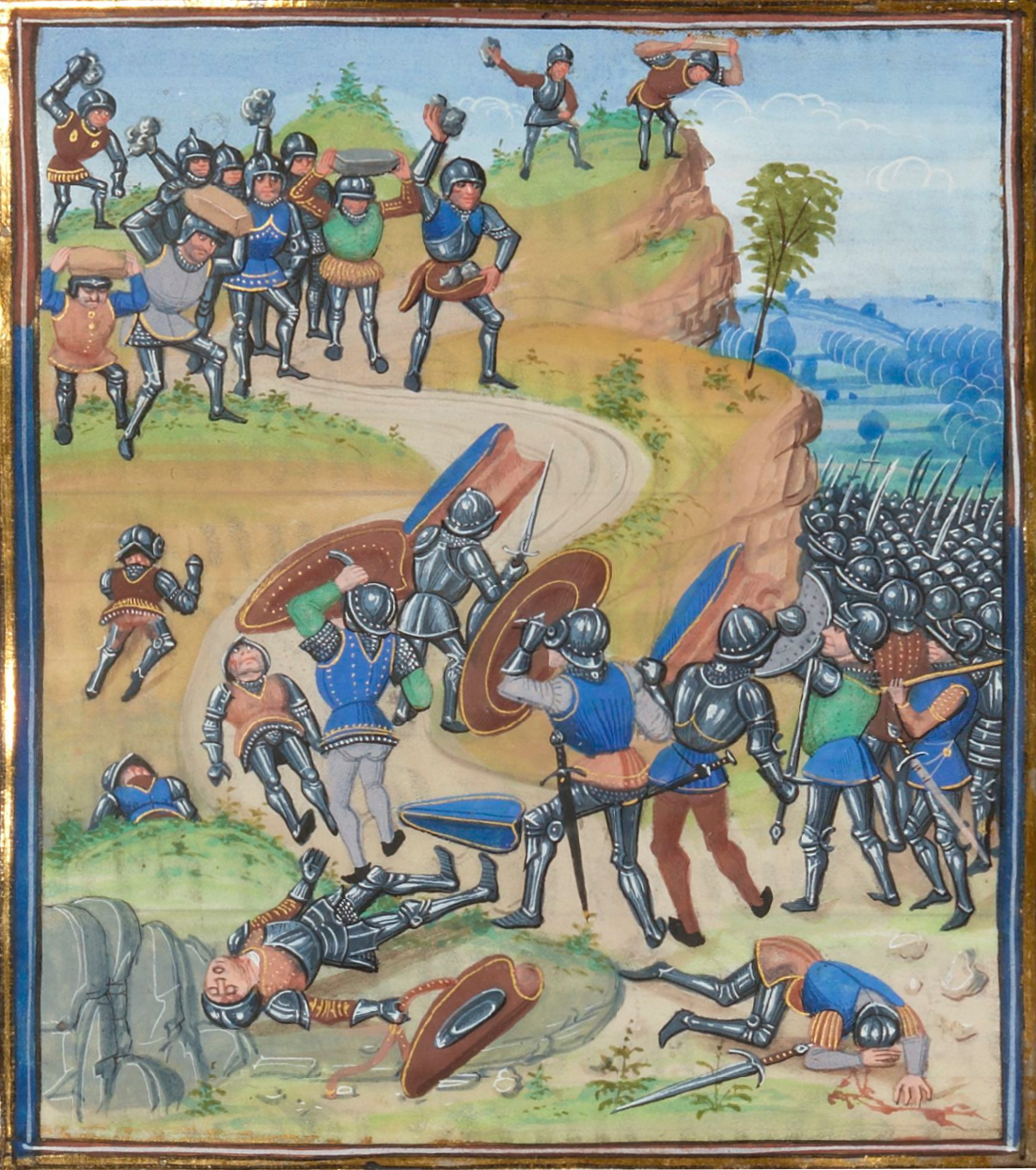
Les Tard-venus défont l'ost royal à Brignais en 1362.
Chroniques de Jean Froissart (manuscrits Gruuthuse), Paris, BnF, ms. Français 2644, 3e quart du XVe siècle.

Durant la guerre de Cent Ans, Brignais fut le théâtre de la bataille de Brignais, le 6 avril 1362, entre d'une part l’ost royal de Jean II le Bon commandé par Jacques Ier de Bourbon, comte de la Marche et connétable de France, et, d'autre part, les grandes compagnies mercenaires désœuvrées, qui infligèrent une sévère défaite à l'armée royale.

## Politique et administration

### Liste des maires
| Période                                  | Période                      | Identité         | Étiquette | Qualité                                                                                     |
| ---------------------------------------- | ---------------------------- | ---------------- | --------- | ------------------------------------------------------------------------------------------- |
| 1944                                     | mars 1977                    | Pierre Minssieux |           |                                                                                             |
| mars 1977                                | janvier 2006 (démission)     | Michel Thiers    | UDF-CDS   | Ingénieur chimiste retraité Conseiller général du canton de Saint-Genis-Laval (1982 → 2008) |
| janvier 2006                             | juillet 2020                 | Paul Minssieux   | DVD       | Industriel                                                                                  |
| juillet 2020                             | En cours (au 3 juillet 2020) | Serge Bérard     | DVD       | Dirigeant de société de conseil en management d’entreprises                                 |
| Les données manquantes sont à compléter. |                              |                  |           |                                                                                             |

### Intercommunalité
Brignais appartient à la communauté de communes de la Vallée du Garon (CCVG), administrée par un conseil communautaire élu pour un mandat de 6 ans au suffrage universel direct.

## Population et société

### Démographie
L'évolution du nombre d'habitants est connue à travers les recensements de la population effectués dans la commune depuis 1793. Pour les communes de plus de 10 000 habitants les recensements ont lieu chaque année à la suite d'une enquête par sondage auprès d'un échantillon d'adresses représentant 8 % de leurs logements, contrairement aux autres communes qui ont un recensement réel tous les cinq ans,.

En 2022, la commune comptait 12 330 habitants, en évolution de +9,45 % par rapport à 2016 (Rhône : +3,93 %, France hors Mayotte : +2,11 %).
| 1793  | 1800 | 1806  | 1821  | 1831  | 1836  | 1841  | 1846  | 1851  |
| ----- | ---- | ----- | ----- | ----- | ----- | ----- | ----- | ----- |
| 1 050 | 965  | 1 133 | 1 602 | 1 679 | 1 766 | 1 823 | 1 888 | 1 904 |

| 1856  | 1861  | 1866  | 1872  | 1876  | 1881  | 1886  | 1891  | 1896  |
| ----- | ----- | ----- | ----- | ----- | ----- | ----- | ----- | ----- |
| 1 941 | 2 162 | 2 126 | 2 143 | 2 076 | 2 015 | 2 379 | 1 967 | 1 992 |

| 1901  | 1906  | 1911  | 1921  | 1926  | 1931  | 1936  | 1946  | 1954  |
| ----- | ----- | ----- | ----- | ----- | ----- | ----- | ----- | ----- |
| 1 924 | 1 916 | 1 977 | 1 945 | 2 033 | 2 175 | 2 002 | 2 040 | 2 587 |

| 1962  | 1968  | 1975  | 1982  | 1990   | 1999   | 2006   | 2011   | 2016   |
| ----- | ----- | ----- | ----- | ------ | ------ | ------ | ------ | ------ |
| 3 041 | 3 922 | 6 790 | 9 564 | 10 036 | 11 207 | 11 658 | 11 377 | 11 265 |

| 2021   | 2022   | - | - | - | - | - | - | - |
| ------ | ------ | - | - | - | - | - | - | - |
| 12 388 | 12 330 | - | - | - | - | - | - | - |

### Enseignement
La commune de Brignais dispose de différents établissements scolaires :
- École Jean-Moulin (enseignement public, maternelle et primaire) ;
- École Jacques-Cartier (enseignement public, maternelle et primaire) ;
- École Claudius-Fournion (enseignement public, maternelle et primaire) ;
- École Saint-Clair (enseignement privé, maternelle et primaire) ;
- École Saint-Philippe Neri (enseignement privé, primaire)
- Collège Jean-Zay (enseignement public, secondaire) ;
- Lycée professionnel Gustave-Eiffel (enseignement public, secondaire).

### Manifestations culturelles et festivités
Brignais accueille depuis 1987 le Festival de la Bulle d'Or consacré à la bande dessinée et aux livres illustré. Cette manifestation est organisée chaque année au mois de novembre.
La troupe « Le Théâtre des 400 coups » a été fondée à Brignais en 2013. Elle y crée plusieurs spectacles par an. La Fédération Nationale des Compagnies de Théâtre Amateur et d’animation (FNCTA) l’a sélectionnée pour jouer La Tête noire de Alain-René Lesage, dans une mise en scène de Fabrice Bernard, au Mondial du théâtre à Monaco en 2017.

### Jumelages
Brignais est jumelée avec :
- Hirschberg (Allemagne) depuis 1986 ;
- Ponsacco (Italie) depuis 2003.

### Sports
Le complexe Pierre-Minssieux constitue le cœur des installations sportives brignairotes. Il comprend trois terrains de football (un officiel en herbe, un en matériau stabilisé et un autre en herbe non officiel), un  gymnase (une salle de sport de balle, un dojo, une salle de gymnastique), une piste d'athlétisme de 200 mètres en gorrhe, des terrains de basket-ball en goudron, un parcours sportif, un espace pétanque, 7 courts de tennis ainsi que deux courts de paddle et enfin une piscine municipale composée de trois bassins (dont un de 25 mètres avec 5 couloirs). Brignais dispose depuis quelques années d'un second gymnase, le Bri'Sport avec une salle de gymnastique un dojo avec également un second dojo installé devant récemment. La ville dispose également de plusieurs installations pour la pétanque. La ville dispose d'un terrain de football en matériau stabilisé près du quartier des Pérouses. Un terrain multisports a également été installé en août 2013 au quartier des Pérouses. Il existe enfin une salle de sport privée.
Association omnisports, l'ASB est la principale représentante de la ville de Brignais dans les compétitions départementales, régionales voire nationales et le club de foot est l'ASB Football.

## Économie

### Revenus de la population et fiscalité
En 2010, le revenu fiscal médian par ménage était de 35 607 €, ce qui plaçait Brignais au 5 897e rang parmi les 31 525 communes de plus de 39 ménages en métropole.
Le taux de pauvreté s'établit à 8,7 % dans la commune en 2019, à un niveau bien inférieur à la moyenne nationale (14,6 %), mais on y trouve un quartier prioritaire de la politique de la ville, Les Pérouses, où ce taux monte à 38 %.

### Emploi
Le taux de chômage, en 2013, pour la commune s'élèvait à 9,9 %, un chiffre nettement inférieur à la moyenne du département du Rhône (12,5 %).

## Culture locale et patrimoine

### Lieux et monuments
- Parc et Hôtel de Ville

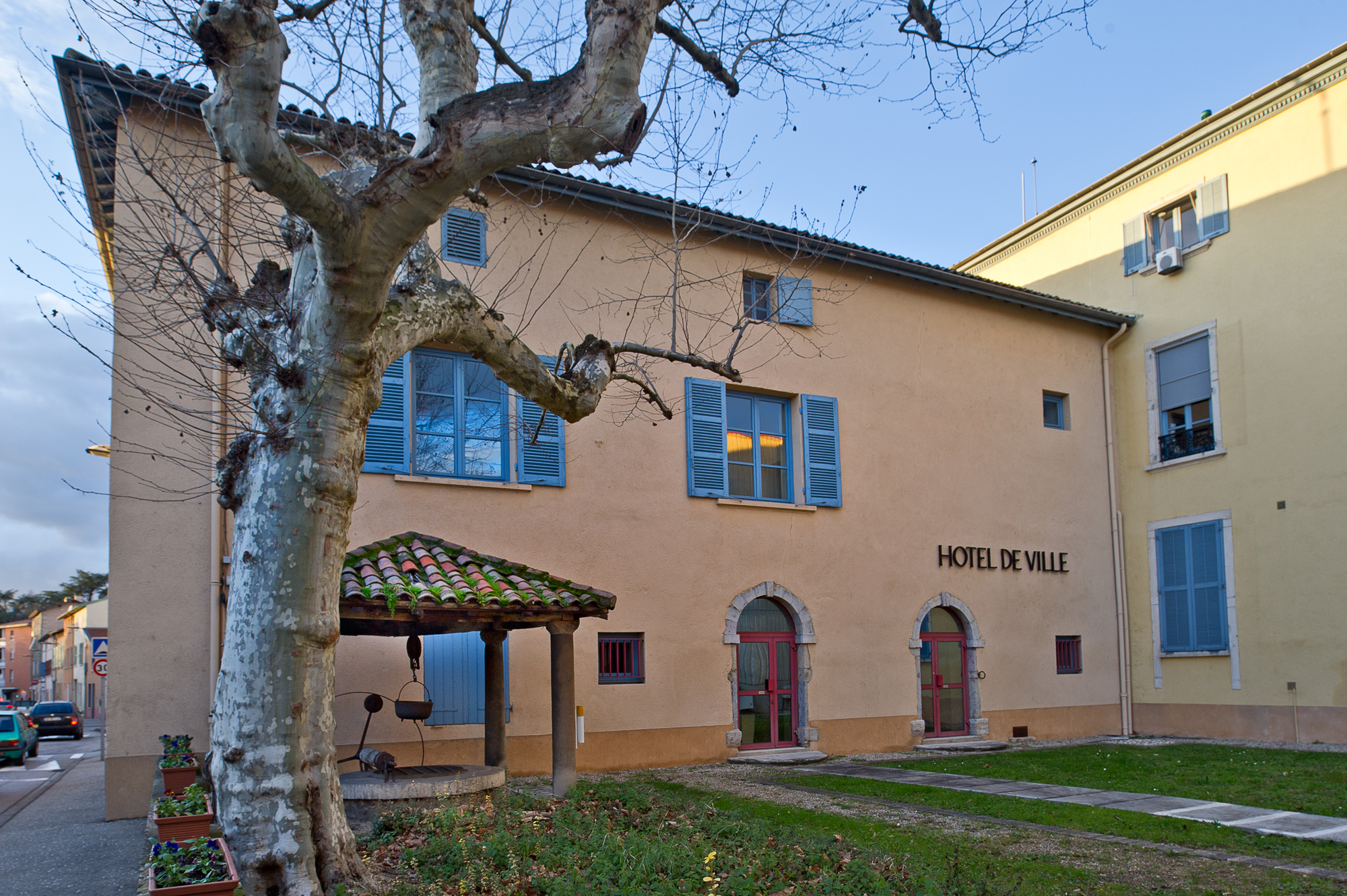
L'hôtel de ville.

Le parc est un espace boisé de trois hectares qui arborait une ancienne maison de maître du XVIIIe siècle, devenue en 1985 l'hôtel de ville. La cour intérieure et son vieux puits se situent sur la rue Général-de-Gaulle.
- Génoises

Les génoises sont des frises à double ou triples rangées de tuiles rondes formant une corniche sous un toit ou sur la façade des maisons. Ces ouvrages sont inspirés de l'architecture italienne (Gênes) du XVIIIe et XIXe siècles.
Elles ornent les portails d'entrée de nombreuses maisons de village du vieux Brignais, en particulier rue Casse-Froide et rue de la Giraudière.
- Presbytère

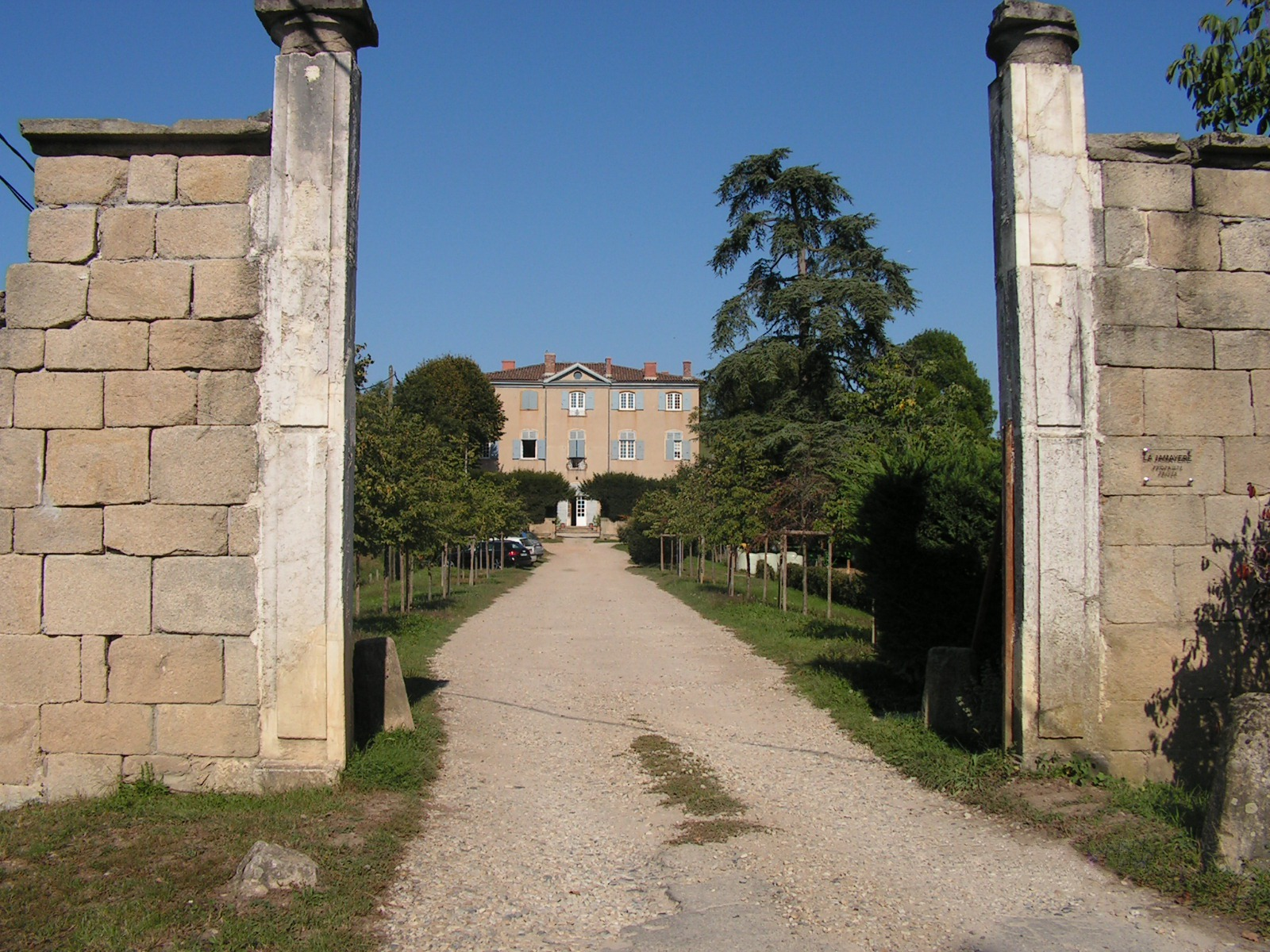
La maison de La Jamayère.

La partie ancienne du presbytère est appelée le Frêne, ornée par une niche et des fresques.
- Villa de la Giraudière

En 1832, le docteur en médecine Léonard May fait l'acquisition de cette propriété arborée de 6 000 m2, située au sud du centre bourg. En 1838, le terrain est vendu à Jeanne Fayolle. Au décès de cette dernière, en 1866, Pierre Louis Deschet, notaire à Brignais, en hérite. Vers 1890, son fils Auguste Deschet y fait édifier la maison bourgeoise telle qu'on la connaît aujourd'hui, sur l'emplacement d'anciens bâtiments préalablement démolis.
En 1903, le parc et la villa deviennent propriété de la famille Hoffmann jusqu'en 1996, date de leur acquisition par la ville de Brignais.
La maison bourgeoise est composée de trois niveaux d'une superficie de 180 m2 chacun. Le sous-sol est constitué de deux caves voûtées. Les curiosités de cette villa sont nombreuses : vitraux « aux iris », collection d'appareillages électriques anciens, moulures, radiateurs en fonte ouvragée (dont un avec chauffe-plat), escalier monumental, mosaïque sur plaque de cheminée, etc.
La villa est aujourd'hui dédiée aux associations de la commune (notamment les Amis du Vieux Brignais), et héberge le service vie associative culturelle et sportive, ainsi que la coordination petite enfance.
- Hôpital Guy-de-Chauliac

Guy de Chauliac, illustre chirurgien du Moyen Âge, un des pères de la médecine moderne, a exercé à Brignais vers 1330.
Une place porte son nom, située dans le quartier historique de l'ancien hôpital de Brignais. Cette infrastructure médiévale, placée hors les murs de la cité, formait un quadrilatère entre les rues Casse-Froide, Giraudière, du Bief et des Rouliers. Il abritait une pharmacie, une chapelle placée sous le vocable de Sainte-Marguerite, des salles de dépendances, des cours et jardins pour la promenade des malades. Pour excuser Guy de Chauliac de la manière dont après bien d'autres, il entretint le château de Brignais, il faut bien convenir que rien, si ce n'est l'organisation sociale et politique de son temps, ne le prédisposait à la tâche d'administrateur.
- Pont vieux sur le Garon

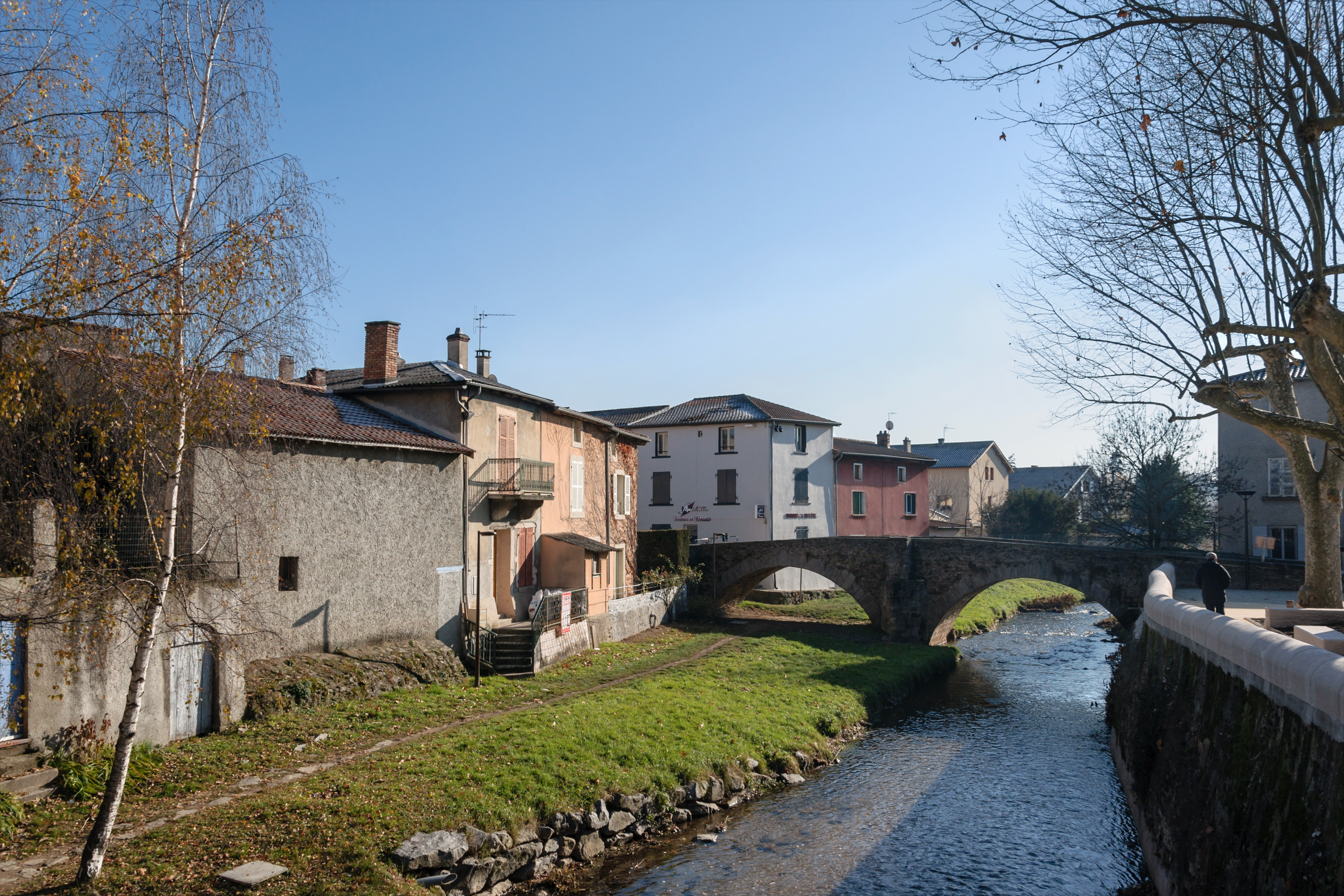
Le pont vieux.

À l'entrée de Brignais, il accueillait la route Royale de Lyon à Saint-Étienne. L'édifice qui existait déjà au Moyen Âge, comporte essentiellement deux arches de pierre de quatre mètres de hauteur. Devant les épreuves du temps et la négligence des hommes qui détérioraient le monument, le bailli de Mâcon, sénéchal de Lyon, a contraint en 1399 les habitants de Brignais et de Vourles à verser un impôt pour le réparer.
Ce pont possède un sommet en dos d'âne comme beaucoup de ses semblables à l'époque. La chaussée est composée de galets « têtes de chat » et les murs parapets sont couverts de dalles de granit. Il est inscrit à l'inventaire des Monuments historiques de France depuis 1934.
- Maison Renaissance et niche

La Maison Renaissance est l'une des plus anciennes maisons de Brignais (appelée aussi Maison Forte) située au 11 place Gamboni. La première mairie de la commune y aurait été installée en 1792.
Elle comporte un escalier à vis derrière la porte. L'architecture « en escargot » des rues de la ville (rue Colonel-Guillaud, rue Ronde, rue des Chapeliers et rue Diot) correspond à l'emplacement des anciens remparts.
Une petite niche est située au 20 rue Colonel-Guillaud.
- Église Saint-Clair

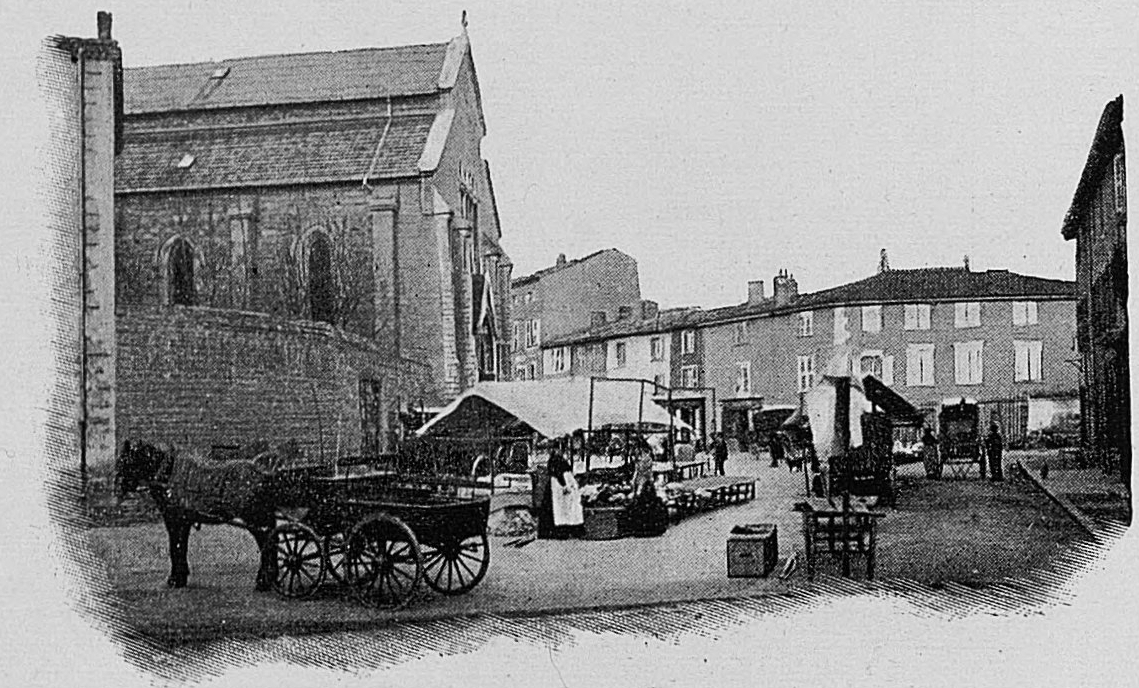
Place de l'église au début du XXe siècle.

Ses premières fondations datent de 1859. Elle fut édifiée à la place de l'église de l'époque féodale et de l'ancien cimetière, consacrée à saint Clair (590-660), patron des aveugles et des mal voyants. C'est grâce à une souscription publique et des fonds de la commune, que cette église a pu voir le jour. L'architecte Clair Tisseur, né à Sainte-Foy-lès-Lyon (auteur du Littré de la Grand'Côte) et l'abbé Rival, curé de la paroisse, président à la construction de l'édifice. Les travaux de gros œuvre s'achèvent en 1862.
Le bâtiment constitue tant par son architecture que par son ameublement, un remarquable ensemble du style ogival du XIIIe siècle, remis au goût du jour au XIXe.
Les boiseries (la chaire, les confessionnaux ainsi que les stalles du chœur) sont l'œuvre du sculpteur lyonnais Aubert ; l'autel en marbre blanc est celle du sculpteur Léonard Périer.
La cloche, qui date de 1492, a été classée à l'inventaire des Monuments historiques le 27 novembre 1905.
L'orgue est construit en 1972 par des facteurs jurassiens, Hartmann et Deloye, pour le monastère des religieuses bénédictines de Pradines (près de Roanne), et reste en service jusqu'en 1995. Mis en vente, il fut acquis par les Amis de l'orgue de Brignais, en partenariat avec la commune. Il comporte vingt jeux, et ses dimensions lui permettent de s'intégrer harmonieusement dans le transept ouest de l'église. Sa restauration a été confiée au facteur Hervé Clénet, de Betcave-Aguin (Gers) et à son assistant Jean Boissonnade, de Sévérac-l'Église (Aveyron). Le montage, après restauration, a été effectué par Jean Boissonnade, assisté de Maurice Crouzet et Jean-Marie Royet, de Brignais.
Les cinq grandes verrières du chœur ainsi que les huit plus petites des chapelles latérales furent exécutées par monsieur  Mauvernay, verrier de Saint-Galmier. Les rosaces représentent, l'une les vertus de la Vierge, l'autre les vertus de saint Clair. Les vitraux des basses nefs représentent des scènes de la vie chrétienne. Les dessins furent exécutés par l'abbé Rival.
- Aqueduc romain du Gier

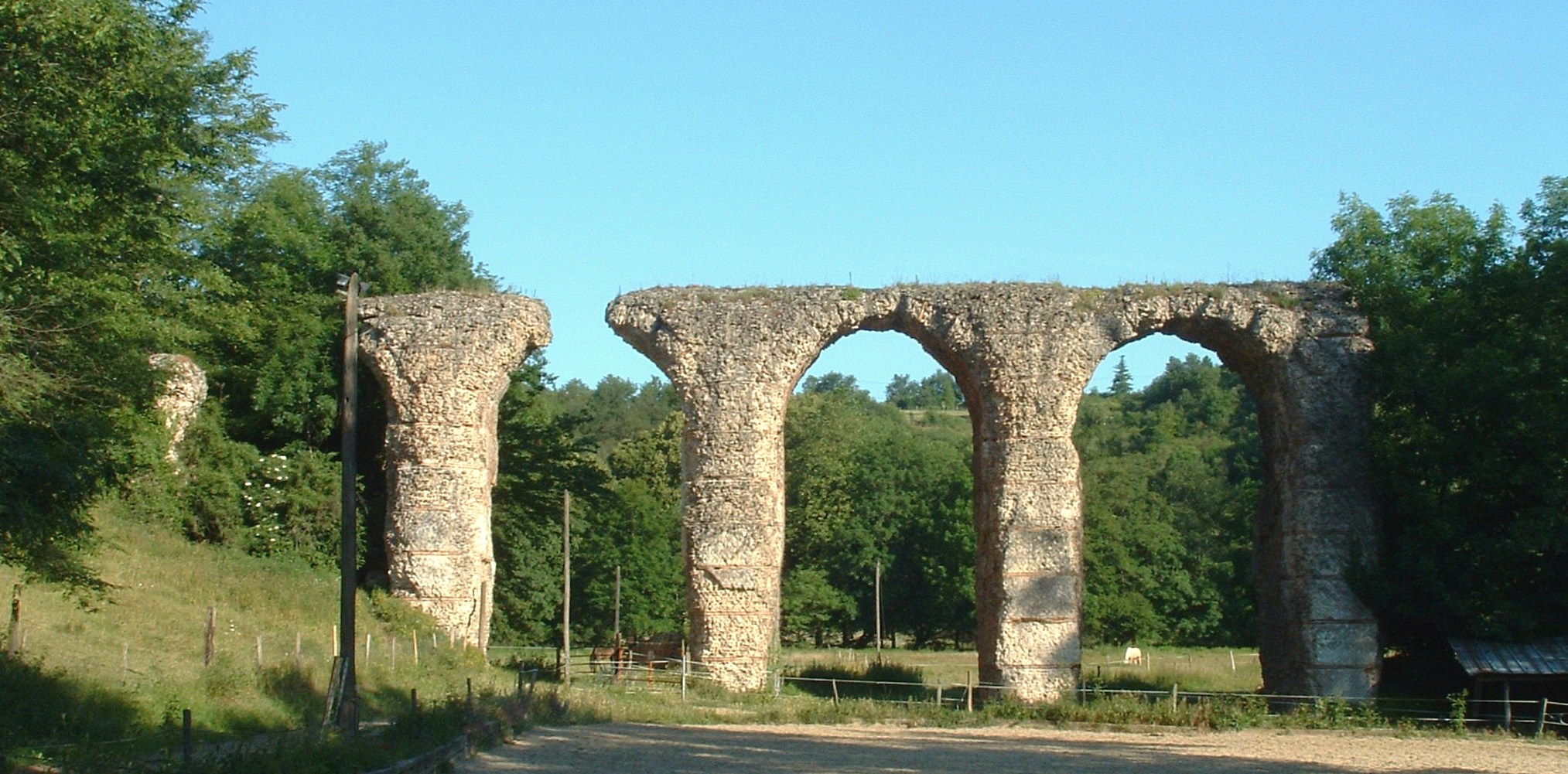
Aqueduc du Gier - siphon du Garon.

Vestiges situés un peu plus loin au fond de la vallée en Barret et chemin de la Gerle.
Construit au Ier siècle, l'aqueduc amenait l'eau du Pilat à la capitale des Gaules. Les habitants de Lugdunum ont longtemps été alimentés par les 75 000 m3 d'eau que leur apportaient chaque jour les 200 km de canalisations des quatre aqueducs de la cité romaine. Il s'agit du plus grand ensemble hydraulique après celui de Rome.
L'ouvrage s'étend sur 86 km et traverse 23 communes (11 dans la Loire et 12 dans le Rhône). Sa longueur s'étend sur 900 mètres sur la commune de Brignais dont 240 mètres en mitoyenneté avec Soucieu-en-Jarrest et 80 mètres avec Chaponost.

### Espaces verts et fleurissement
En 2014, la commune obtient le niveau « trois fleurs » au concours des villes et villages fleuris.

### Économie
Les activités principales sont de nature industrielle et artisanale en zone d'activités, commerciale dans le centre-bourg, et agricole à l'ouest du territoire.
Le secteur des services est dominant avec 198 établissements recensés, suivi du secteur commercial qui regroupe 150 entreprises, puis par le secteur industriel avec un total de 141 entreprises implantées sur la commune.
Si l'activité agricole connaît un certain déclin dû en partie à l'avancée des constructions immobilières, elle demeure néanmoins présente sur le territoire communal.
D'après les chiffres du recensement 1999, il y a un léger excédent le nombre d'emplois par rapport à la population active.
Le nombre d'actifs a suivi la progression démographique enregistrée sur la commune (le nombre d'actifs comme la population totale ont presque doublé depuis 1975). Le secteur de Brignais compte actuellement environ 5 000 emplois.
Le nombre de chômeurs a atteint en 1999 le taux de 8,9 % de la population active, mais reste inférieur au taux départemental (11,4 %).
Les cinq zones d'activités sont : 
- ZA de Sacuny (en expansion)
- ZA de Monisable
- ZA des Vallières
- ZA des Aigais
- ZA des Ronzières

### Commerce de proximité
Le secteur commercial regroupe 120 entreprises de grossistes et détaillants.
L'absence d'enseigne de grande distribution est notable pour une commune de cette taille, compensée par la présence d'une grande surface commerciale à Saint-Genis-Laval, et par un certain nombre de commerces spécialisés (bricolage, jardinerie, meuble, etc.).
Si l'on rajoute les forains et les établissements de restauration, ce secteur devient le second groupe d'activité de la commune avec 150 entreprises.